# Solenodontidae
Famille
Les Solénodontes ou Solénodontidés (Solenodontidae), sont une famille de mammifères, de l'ordre des Eulipotyphla. La famille des Solenodontidae comprend des mammifères terrestres nocturnes, fouisseurs et insectivores, sortes de grandes musaraignes primitives, à la morsure venimeuse. Appelés solénodontes ou almiquis, ces animaux ne représentent plus actuellement qu'un seul genre, Solenodon, endémique des Antilles.

## Classification

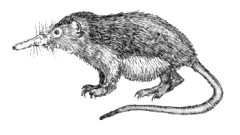
Solenodon cubanus

Cette famille a été décrite pour la première fois en 1872 comme étant une sous-famille par le zoologiste américain Theodore Nicholas Gill (1837-1914). C'est Dobson qui, dix ans plus tard, l'a élevée le premier au rang de famille en 1882.
Traditionnellement, les espèces de cette famille étaient classées dans l'ordre des Insectivora, un taxon "poubelle" aujourd'hui obsolète.Ils ont ensuite été classés dans l'ordre des Soricomorpha qui a depuis lui aussi été remis en cause et sont maintenant classés parmi les Eulipotyphla.

### Liste des genres
Selon Mammal Species of the World (version 3, 2005)  (4 décembre 2014), Catalogue of Life (5 décembre 2014) et ITIS (5 décembre 2014) :
- genre Solenodon Brandt, 1833

## Caractéristiques
Souvent comparés aux musaraignes, les solénodontes ressemblent aux rats avec un museau cartilagineux extrêmement allongé, une queue longue, nue et écailleuse, des yeux petits et un poil rêche allant du brun foncé au noir. Mesurant entre 70-80 centimètres de long, du museau à la queue, les solénodontes ont la réputation d'être irascibles et ils poussent des cris ou sont capables de mordre au moindre signe de provocation.
Ces insectivores nocturnes, présents uniquement à Cuba et sur l'île d'Hispaniola, sont en voie d'extinction. Leur forme rappelle celle des musaraignes, mais de plus grande taille. Leur museau, très long, est renforcé par un os : l'os proboscidien. Ces Mammifères produisent une salive toxique qui se propage dans le corps de leurs proies lorsqu'ils les mordent.
Les deux espèces de solénodontes existantes sont le solénodonte de Cuba (Atopogale cubana) et le solénodonte d'Haïti ou d'Hispaniola (Solenodon paradoxus) (Hispaniola désignant l'île partagée entre la République dominicaine et la République haïtienne). Toutes deux sont à présent des espèces menacées en danger car elles sont la proie des mangoustes (Herpestes auropunctatus), introduites à l'époque coloniale pour faire la chasse aux serpents et aux rats, et également des chats et des chiens sauvages. Le solénodonte haïtien est pratiquement éteint, et l'on ne rencontre qu'exceptionnellement des traces de son existence. On pensait que le solénodonte de Cuba avait disparu jusqu'à la découverte d'un individu vivant en 2003. Le solénodonte du Marcano (Solenodon marcanoi) a disparu pendant l'Holocène.
Les solénodontes ont quelques traits vraiment curieux, dont la position des tétines (2) chez la femelle, pratiquement sur le derrière de l'animal, et également la salive venimeuse produite par des glandes salivaires modifiées de la mâchoire inférieure et qui s'écoule par des sillons marqués sur les secondes incisives inférieures. Le mot solénodonte vient du grec et signifie « dent rainurée ». Le solénodonte fait partie des rares mammifères venimeux.
Le genre Solenodon est intéressant pour les chercheurs en phylogénétique car il a conservé certaines caractéristiques des mammifères primitifs. Leurs espèces ressemblent de très près à celles qui vivaient vers la fin de l'âge des dinosaures.